# Wenchenggongzhu Di
Koordinaten: 78° 8′ S, 76° 0′ O
Wenchenggongzhu Di (chinesisch 文成公主地 ‚Land der Prinzessin von Wencheng‘) ist eine bis zu 3500 m hoch gelegene Region des antarktischen Eisschilds im Sektor des ostantarktischen Prinzessin-Elisabeth-Lands. Sie liegt in einer Entfernung von 980 km landeinwärts zur chinesischen Zhongshan-Station auf dem Weg von dieser zum Dome A. Sie ist gekennzeichnet durch zahlreiche, von Westen nach Osten verlaufende Eisrücken.
Chinesische Wissenschaftler benannten sie im Jahr 2000 bei Satellitengeodäsie- und Kartierungsarbeiten.

## Weblink
- Wenchenggongzhu Di im Composite Gazetteer of Antarctica (englisch)